# Single numer jeden w roku 2000 (USA)

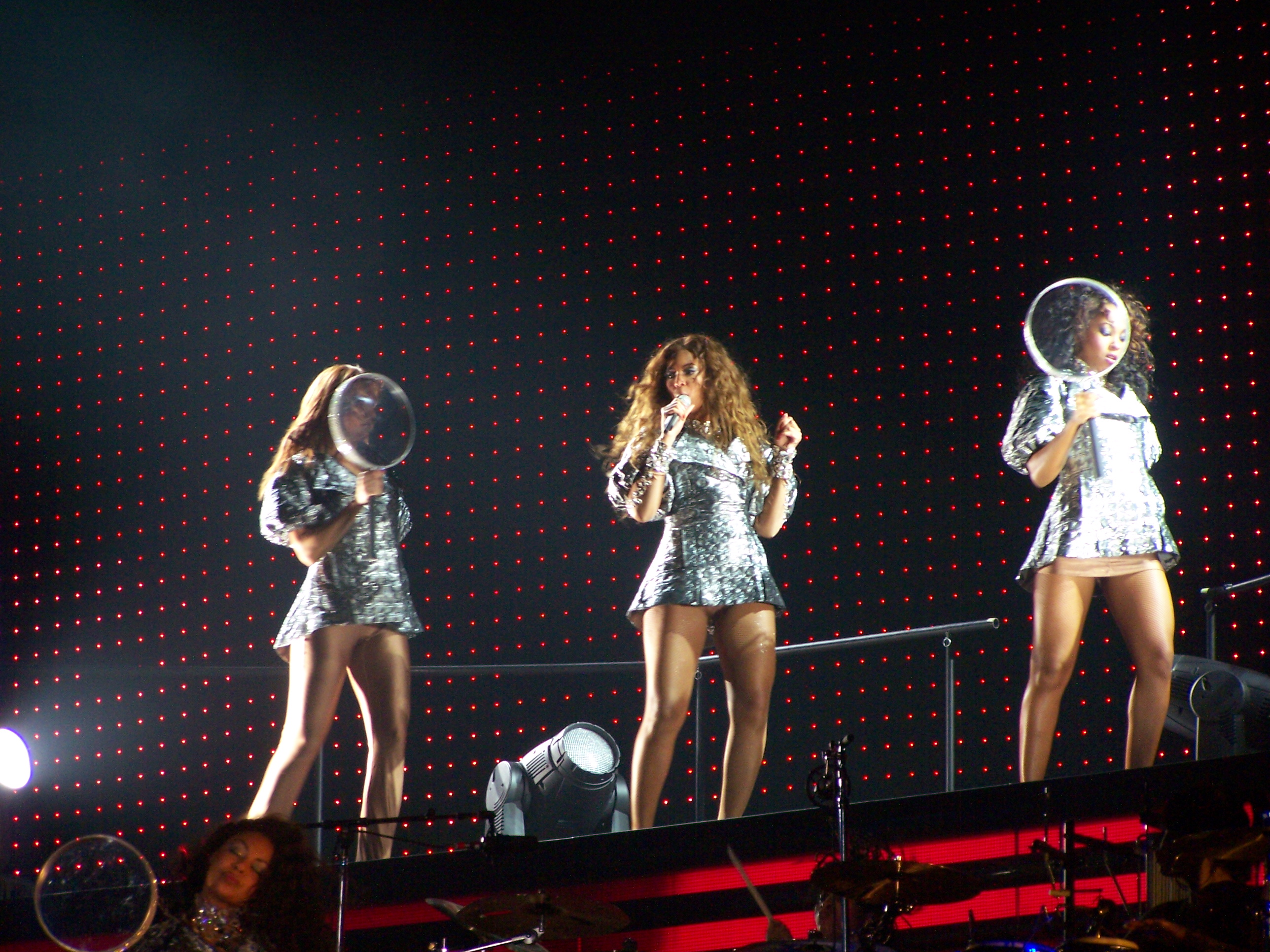
"Independent Women Part I" Destiny’s Child był najdłużej utrzymującym się na szczycie singlem 2000 roku, pozostając na miejscu 1. przez jedenaście tygodni.

Notowanie Billboard Hot 100 przedstawia najlepiej sprzedające się single w Stanach Zjednoczonych. Publikowane jest ono przez magazyn Billboard, a dane kompletowane są przez Nielsen SoundScan w oparciu o cotygodniowe wyniki sprzedaży cyfrowej oraz fizycznej singli, a także częstotliwość emitowania piosenek na antenach stacji radiowych. W 2000 roku 17 singli uplasowało się na szczycie. Mimo iż 18 piosenek zajęło pozycję 1., utwór "Smooth" Santany nie jest wliczany, gdyż osiągnął najwyższe miejsce już w 1999 roku.
W 2000 roku dziesięciu artystów po raz pierwszy w karierze uplasowało się na szczycie Billboard Hot 100, w tym m.in.: Aaliyah, Creed, Matchbox Twenty i *NSYNC. Po dwie piosenki Destiny’s Child oraz Christiny Aguilery zajęły miejsca 1. w notowaniu.
"Independent Women Part I" Destiny’s Child był najdłużej utrzymującym się na szczycie singlem roku, pozostając na 1. miejscu przez jedenaście tygodni, z których cztery ostatnie objęły 2001 rok. Drugim singlem, co do ilości tygodni był "Maria Maria" Santany (10 tygodni). Inne piosenki, które utrzymywały się długo na pozycji 1., to "Music" Madonny oraz "Come on Over Baby (All I Want Is You)" Christiny Aguilery (po 4 tygodnie).

## Historia notowania

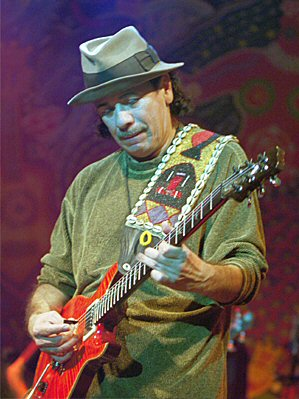
Singel Santany "Maria Maria" spędził dziesięć tygodni na 1. miejscu Hot 100, stając się drugim, co do ich liczby w 2000 roku.

| Data publikacji | Piosenka                                | Artysta                             |
| --------------- | --------------------------------------- | ----------------------------------- |
| 1 stycznia      | "Smooth"                                | Santana feat. Rob Thomas            |
| 8 stycznia      | "Smooth"                                | Santana feat. Rob Thomas            |
| 15 stycznia     | "What a Girl Wants"                     | Christina Aguilera                  |
| 22 stycznia     | "What a Girl Wants"                     | Christina Aguilera                  |
| 29 stycznia     | "I Knew I Loved You"                    | Savage Garden                       |
| 5 lutego        | "I Knew I Loved You"                    | Savage Garden                       |
| 12 lutego       | "I Knew I Loved You"                    | Savage Garden                       |
| 19 lutego       | "Thank God I Found You"                 | Mariah Carey feat. Joe i 98 Degrees |
| 26 lutego       | "I Knew I Loved You"                    | Savage Garden                       |
| 4 marca         | "Amazed"                                | Lonestar                            |
| 11 marca        | "Amazed"                                | Lonestar                            |
| 18 marca        | "Say My Name"                           | Destiny’s Child                     |
| 25 marca        | "Say My Name"                           | Destiny’s Child                     |
| 1 kwietnia      | "Say My Name"                           | Destiny’s Child                     |
| 8 kwietnia      | "Maria Maria"                           | Santana feat. The Product G&B       |
| 15 kwietnia     | "Maria Maria"                           | Santana feat. The Product G&B       |
| 22 kwietnia     | "Maria Maria"                           | Santana feat. The Product G&B       |
| 29 kwietnia     | "Maria Maria"                           | Santana feat. The Product G&B       |
| 6 maja          | "Maria Maria"                           | Santana feat. The Product G&B       |
| 13 maja         | "Maria Maria"                           | Santana feat. The Product G&B       |
| 20 maja         | "Maria Maria"                           | Santana feat. The Product G&B       |
| 27 maja         | "Maria Maria"                           | Santana feat. The Product G&B       |
| 3 czerwca       | "Maria Maria"                           | Santana feat. The Product G&B       |
| 10 czerwca      | "Maria Maria"                           | Santana feat. The Product G&B       |
| 17 czerwca      | "Try Again"                             | Aaliyah                             |
| 24 czerwca      | "Be with You"                           | Enrique Iglesias                    |
| 1 lipca         | "Be with You"                           | Enrique Iglesias                    |
| 8 lipca         | "Be with You"                           | Enrique Iglesias                    |
| 15 lipca        | "Everything You Want"                   | Vertical Horizon                    |
| 22 lipca        | "Bent"                                  | Matchbox Twenty                     |
| 29 lipca        | "It's Gonna Be Me"                      | *NSYNC                              |
| 5 sierpnia      | "It's Gonna Be Me"                      | *NSYNC                              |
| 12 sierpnia     | "Incomplete"                            | Sisqó                               |
| 19 sierpnia     | "Incomplete"                            | Sisqó                               |
| 26 sierpnia     | "Doesn't Really Matter"                 | Janet Jackson                       |
| 2 września      | "Doesn't Really Matter"                 | Janet Jackson                       |
| 9 września      | "Doesn't Really Matter"                 | Janet Jackson                       |
| 16 września     | "Music"                                 | Madonna                             |
| 23 września     | "Music"                                 | Madonna                             |
| 30 września     | "Music"                                 | Madonna                             |
| 7 października  | "Music"                                 | Madonna                             |
| 14 października | "Come on Over Baby (All I Want Is You)" | Christina Aguilera                  |
| 21 października | "Come on Over Baby (All I Want Is You)" | Christina Aguilera                  |
| 28 października | "Come on Over Baby (All I Want Is You)" | Christina Aguilera                  |
| 4 listopada     | "Come on Over Baby (All I Want Is You)" | Christina Aguilera                  |
| 11 listopada    | "With Arms Wide Open"                   | Creed                               |
| 18 listopada    | "Independent Women Part I"              | Destiny’s Child                     |
| 25 listopada    | "Independent Women Part I"              | Destiny’s Child                     |
| 2 grudnia       | "Independent Women Part I"              | Destiny’s Child                     |
| 9 grudnia       | "Independent Women Part I"              | Destiny’s Child                     |
| 16 grudnia      | "Independent Women Part I"              | Destiny’s Child                     |
| 23 grudnia      | "Independent Women Part I"              | Destiny’s Child                     |
| 30 grudnia      | "Independent Women Part I"              | Destiny’s Child                     |